# مملكة شلا
شلا (57 قبل الميلاد(1) ~ 935 بعد الميلاد)، (بالهانغل: 신라 | بالهانجا: 新羅) هي إحدى الممالك الكورية الثلاث كما أنها من أطول السلالات حكماً. ومع أن المملكة تأسست على يد الملك بارك هيوكغوسي إلا أن المملكة كانت تحت حكم عشيرة غيونغجو كم (김 | 金) لمدة طويلة من فترة وجودها البالغة 992 سنة. بدأت شلا كمشيخة في كونفدراليات سامهان لكنها تحالفت في وقت لاحق مع الصين واستطاعت السيطرة على مملكتي كوريا الأخريتين (مملكة بايكتشي في سنة 660 ومملكة غوغوريو في 668). بعد ذلك بدأت فترة شلا الموحدة (أو شلا الأخيرة كما يشار إليها أحياناً) حيث احتلت معظم أراضي شبه الجزيرة الكورية في حين توحد الجزء الشمالي تحت راية مملكة بالهاي وهي دولة خلفت غوغوريو في الحكم. وبعد مدة قاربت من الألف سنة في الحكم تجزأت شلا إلى الممالك الثلاث الأخيرة، لتستسلم وتنتقل السلطة لخليفتها غوريو في 935.

## الاسم
عرفت شلا - منذ أن نشأت وحتى أصبحت مملكة متكاملة - في السجلات بالعديد من أسماء الهانجا والتي تعبر عن اسمها الأصلي: سارو (بالهانجا: 斯盧 | بالهانغل: 사로)، سارا (بالهانجا: 斯羅 | بالهانغل: 사라)، سونا[بول] (بالهانجا: (徐那(伐 | بالهانغل: [서나[벌)، سويا[بول] (بالهانجا: (徐耶(伐 | بالهانغل: [서야[벌)، سورابول (بالهانجا: (徐羅(伐 | بالهانغل: [서라[벌)، سوبول (بالهانجا: 徐伐 | بالهانغل: 서벌). وفي سنة 503 قام الملك جيجنغ بتقرير المقطع الصيني 新羅 (بالهانغل: 신라) كطريقة لكتابة اسم الدولة وتنطق في الكورية الحديثة شلا.
تقترح إحدى الفرضيات الاشقاقية (يوجد العديد من الافتراضات) أن ’’سورابول‘‘ قد يكون الاسم الأصلي لكلمة سول والتي تعني ’’المدينة العاصمة‘‘ وهو اسم عاصمة كوريا الجنوبية الحالية، والتي عرفت سابقاً باسم هانسونغ أو هانيانغ. اسم عاصمة شلا ربما تغير في الفترة الأخيرة من الكورية الوسطى من سيوبول (셔블) وتعني ’’المدينة الملكية العاصمة‘‘ لتختصر إلى سيول (셔울) ثم تصبح سول (서울) كما هي الآن في الكورية الحديثة.
استخدم اسم شلا أو اسم عاصمتها سورابول على نطاق واسع في الأجزاء الشمالية الشرقية من آسيا كاسم قومي لشعب شلا، والذي يظهر في لغة ياماتو اليابانية تحت اسم شيراغي وتظهر أيضاً تحت اسمي سولغو وسولهو في لغة الجورشن من الفترة الوسطى وسلاتهم من المانشو على التوالي. في اللغة المنغولية الحديثة مازالت كوريا وشعبها يعرفون باسم سولونغوس (Солонгос) والذي يبدو أنه تغيير لاسم شلا تأثر بالكلمة المنغولية ’’قوس المطر‘‘ (солонго | سولونغو).
أشير لشلا أيضاً باسم غيرم (بالهانجا: 鷄林 | بالهانغل: 계림) والذي يعني حرفياً «غابة الدجاج» ويعود أصل الكلمة للغابة القريبة من عاصمة شلا والتي تقول الأسطورة أن مؤسس الدولة قد فقس من بيضة «التنين الديك» (غيريونغ | بالهانجا: 雞龍 | بالهانغل: 계룡).

## التاريخ

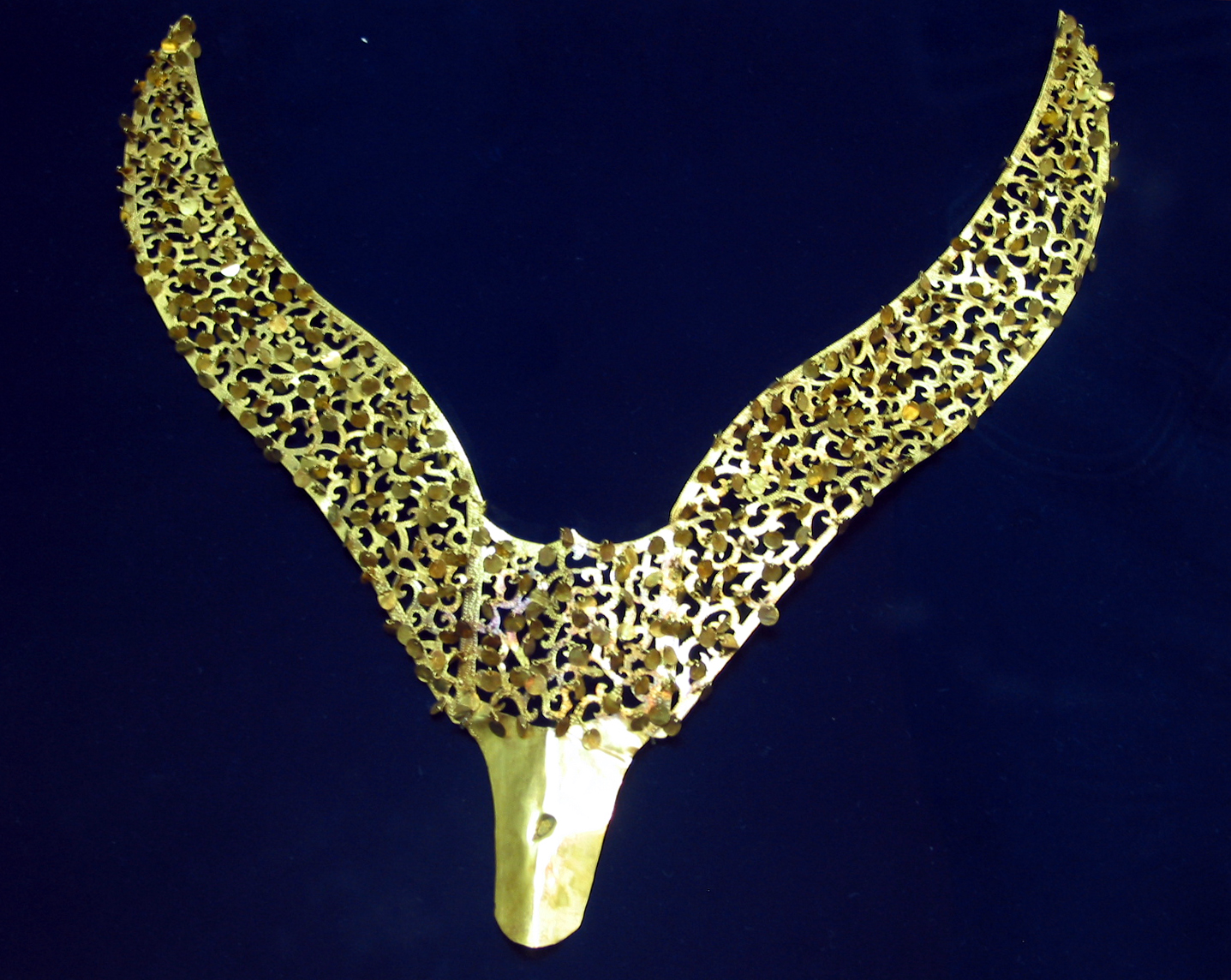
حلية ذهبية من فترة شلا المبكرة.

قسم المؤرخون تاريخ شلا بشكل تقليدي إلى ثلاث فترات مستقلة: الفترة مبكرة (تمتد من 57 قبل الميلاد إلى 654 بعد الميلاد)، والفترة الوسطى (من 654 إلى 780)، والفترة الأخيرة (من 780 إلى 935).

### تنقل السلطة
سيطرت عشيرة بارك على السلطة لثلاثة أجيال قبل أن تواجه انقلاباً من عشيرة سوك. خلال فترة حكم تالهاي ملك شلا الأول من عشيرة سوك بدأ ظهور عشيرة كيم على شكل حكاية تذكر أن كيم ألجي ولد من صندوق ذهبي اكتشفه هوغونغ. تصارعت عشيرتا بارك وسوك على السلطة ولكنها في النهاية هزمت على يد عشيرة كيم. استمر حكم عشيرة كيم للعديد من الأجيال في حين ظلت عشيرتا بارك وسوك كنبلاء. آخر ملوك شلا وهو الملك غيونغسن كان من عشيرة كيم.

### التأسيس
خلال فترة الممالك الثلاث البدائية، انضمت دول المدن إلى تحالف عرف باسم سامهان. بدأت شلا تحت مسمى دولة سارو، وهي دويلة من تحالف جنهان الذي يضم 12 عضواً. تضمنت دولة سارو 6 قرى و6 عشائر.
وفقاً للسجلات الكورية، فإن شلا أسست على يد الملك بارك هيوكغوسي في سنة 57 قبل الميلاد بالقرب من مدينة غيونغجو الحالية. وفقاً للأسطورة فإن هيوكغوسي فقس من بيضة خرجت من حصان أبيض، وعندما بلغ الثالثة عشر، استسلمت العشائر الستة له وعينوه ملكاً على سارو. الملك هيوكغوسي هو سلف جميع أفراد عشائر بارك (박)، والتي تعد في الوقت الحالي من الألقاب العائلية الأكثر شيوعاً في كوريا.
أقدم سجل يحدد تاريخ تأسيس الدولة هو سامغك ساغي، وهو كتاب من القرن الثاني عشر. الأدلة الأثرية الحديثة تشير إلى أنه رغم وجود سياسات قد تأسست حتى قبل التاريخ المحدد في منطقة غيوغجو إلا أنه كان من المبكر وصفها بالمملكة. كما أنه يفترض أن كم بو شك مؤلف سامغك ساغي حاول إضفاء الشرعية على شلا بإعطائها أقدمية تاريخية على منافستيها بايكتشي وغوغوريو.

### الفترة المبكرة
بحلول القرن الثاني وجدت شلا كدولة لها حدودها تميزها عن باقي الدول في الجزء الجنوبي من شبه جزيرة كوريا. قامت شلا ببسط نفوذها على الدول المجاورة من تحالف جنهان، ومع ذلك فإنها لم تكن سوى دولة مدنية قوية في الكونفدرالية التي سقطت.
في الغرب قامت بايكتشي بإنشاء حكومة مركزية ملكية بحلول سنة 250، عن طريق السيطرة على كونفدرالية ماهان. في الجنوب الغربي استطاعت كونفدرالية غايا السيطرة على بيونهان. في الجزء الشمالي من كوريا استطاعت غوغوريو - التي نشأت في سنة 50 قبل الميلاد - أن تهزم آخر مقاطعات الصين العسكرية في سنة 313 واستطاعت التوسع لتصبح دولة ذات تهديد إقليمي.

### ظهور الملكية المركزية

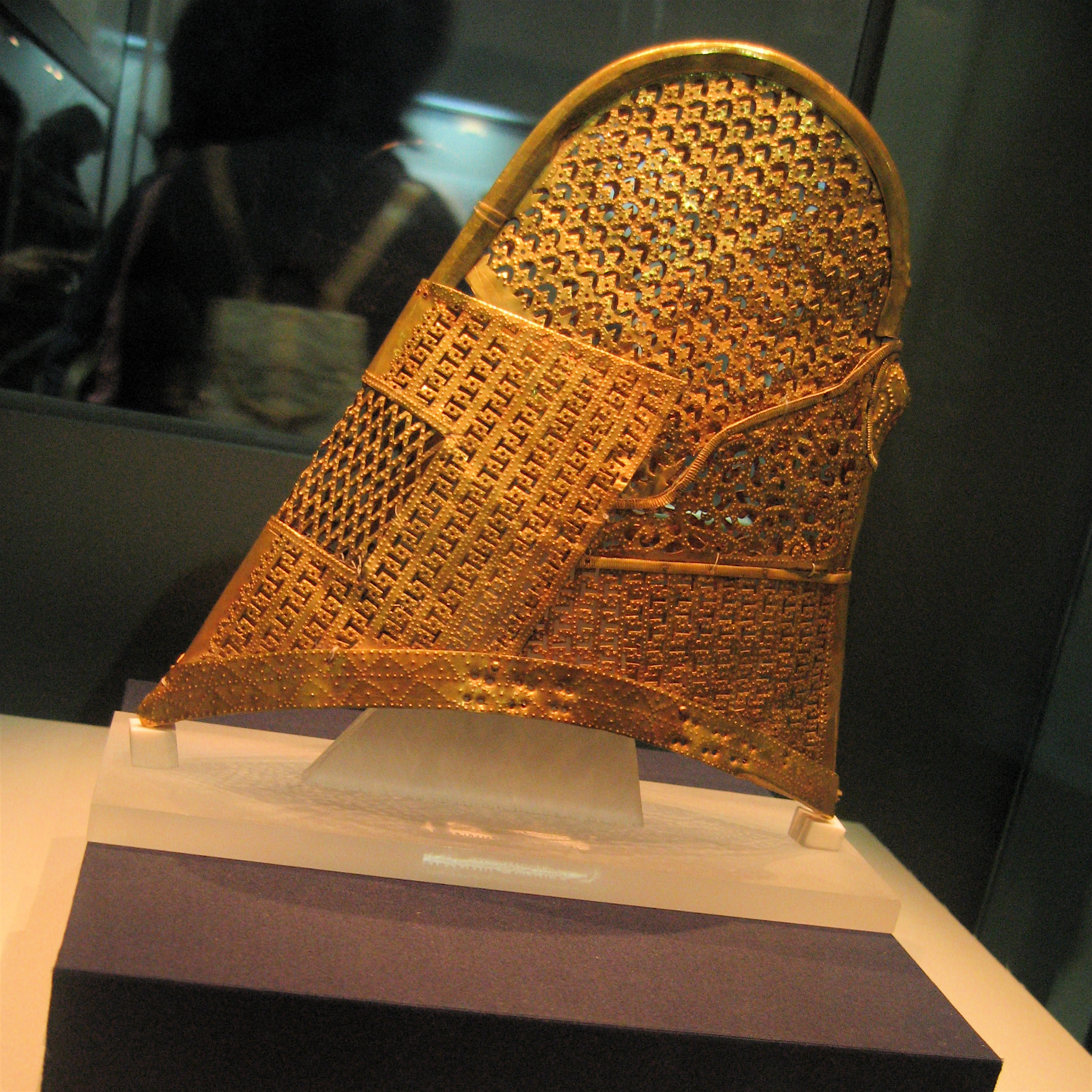
قلنسوة ذهبية داخلية من القرن الخامس أو السادس في شلا.

أنشأ الملك رايمل (356 - 402) من عشيرة كيم مملكة وراثية، قاضياً على مخططات تقسيم السلطة بالتناوب، وأصبح اللقب الملكي الآن هو مالبغان (من الجذر الكوري غان ويعني «قائد» أو «عظيم» والذي كان يستخدم للأمراء الحاكمين في جنوب كوريا والذي قد يكون له علاقة باللقب المغولي التركي خان). في 377 قام الملك بإرسال مبعوثيه إلى الصين، كما أنشأ علاقات عديدة من غوغوريو.
تحالفت شلا مع غوغوريو بسبب الضغط المتواصل من بايكتشي في الغرب واليابان في الجنوب في القرن الرابع. وعندما قررت غوغوريو توسيع أراضيها في الجنوب ونقل عاصمتها إلى بيونغيانغ في 427 اضطر الملك رلجي إلى التحالف مع بايكتشي.
بحلول فترة حكم الملك بوبهنغ (514 - 540) فإن شلا أصبحت مملكة مستقلة بالكامل واختارت البوذية كديانة رسمية لها، كما اختارت نظاماً للحكم يخصها. استولت شلا على أراضي كونفدرالية غايا خلال حروب شلا وغايا، حيث احتلت غمغوان غايا في سنة 532 ثم احتلت داي غايا في سنة 562 وبذلك وسعت حدودها لتشمل حوض نهر ناكدونغ.
أنشأ الملك جنهنغ (540 - 576) قوة عرفت باسم هوارانغ، كما أنشأ قوة عسكرية كبيرة. ساعدت شلا الدولة المجاورة بايكتشي لطرد غوغوريو من منطقة نهر الهان (سول في وقتنا الحالي)، وبعد ذلك سيطرت على كامل المنطقة الاستراتيجية في سنة 533 كاسرين بذلك تحالفاً دام 120 سنة بين شلا وبايكتشي.
انتهت الفترة المبكرة من حكم شلا بزوال أفراد رتبة «العظم المقدس» (سونغول)، وذلك بموت الملكة جندوك.

### شلا الأخيرة

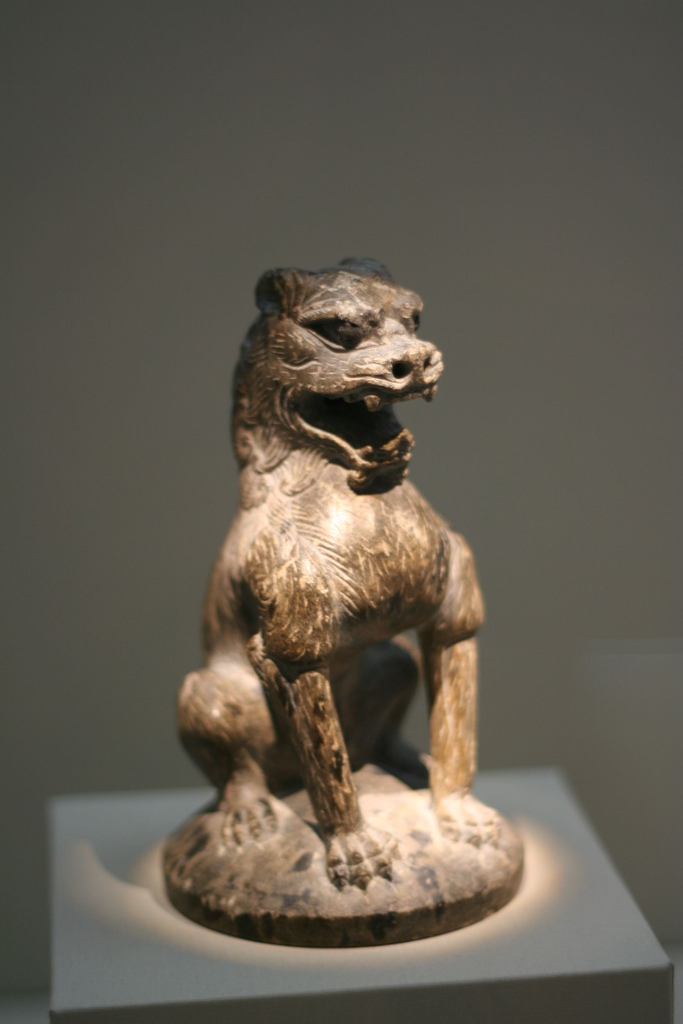
تحفة فنية من شلا.

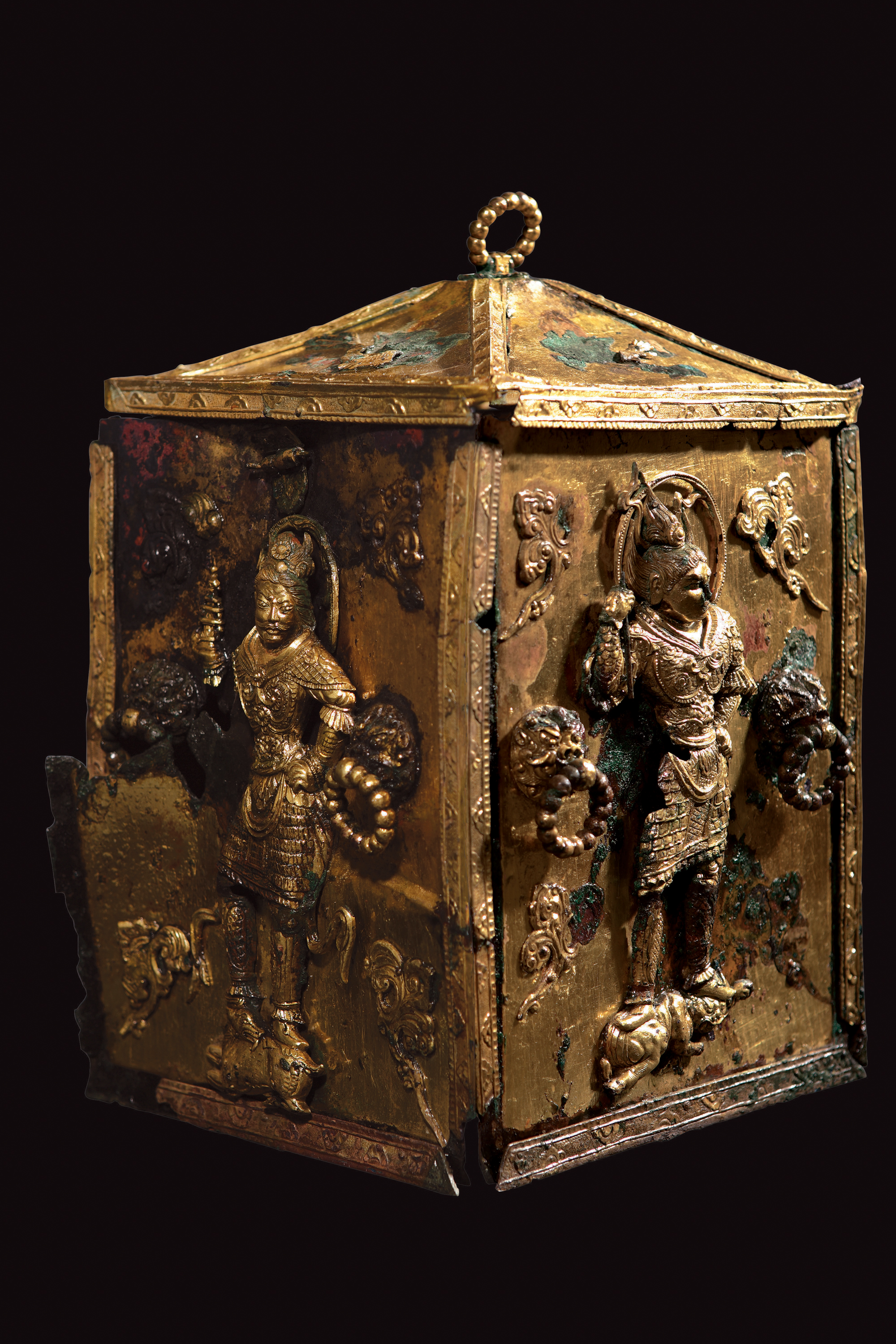
وعاء للذخائر المقدسة يعود للقرن السابع من شلا.

تحالفت شلا في القرن السابع مع سلالة تانغ الصينية. في سنة 660 استطاعت شلا بقيادة الملك ميول (654 ~ 661) بهزيمة بايكتشي والسيطرة عليها. في سنة 668 بقيادة الملك منمو (خليفة الملك ميول) والجنرال كم يو شن، استطاعت شلا احتلال غوغوريو في الشمال. بعد ذلك أمضت شلا قرابة العقد لطرد القوات الصينية من شبه الجزيرة والتي أرادت إنشاء مقاطعات صينية هناك، وبذلك أسست مملكة موحدة امتدت حتى الشمال لمنطقة بيونغيانغ في وقتنا الحالي. المنطقة الشمالية لدولة غوغوريو الساقطة عادت إلى الظهور في دولة بالهاي.
تميزت الفترة الوسطى لشلا بتصاعد قوة الأسرة الملكية على حساب نبلاء جنغول، وسبب هذا خو الثروة والهيبة التي اكتسبتها شلا من خلال توحيد الممالك الثلاث، بالإضافة لنجاح النظام الملكي في قمع العديد من الثورات الأرستقراطية المسلحة والتي أعقبت التوحيد بفترة قصيرة. هذه الثورات أتاحت للملك القيام بعملية تطهير شملت الأسر القوية وأعداء السلطة المركزية. ولمدة قرن من أواخر القرن السابع إلى أواخر القرن الثامن بذل النظام الملكي محاولة لتجريد الأرستقراطيين من أراضيهم عن طريق وضع نظام لدفع الرواتب والذي عرف باسم مكتب الأراضي (بالهانغل: 직전 | بالهانجا: 職田 | حرفياً: جكجون) وذلك بدلاً من النظام القديم والذي كان يعطي الأراضي للأرستقراطيين كبديل للرواتب، والذي يعرف باسم ضرائب القرى (بالهانغل: 녹읍 | بالهانجا: 祿邑 | حرفياً: نوغب).
بحلول أواخر القرن الثامن فشلت المبادرات الملكية في إضعاف القوة الأرستقراطية الراسخة. شهد منتصف وأواخر القرن الثامن العديد من الثورات المتجددة والتي قادها فروع من عشائر كم، والتي تسببت في الحد من السلطة الملكية. أبرز هذه التمردات هي التي قام بها كم داي غونغ واستمرت لثلاث سنوات. الدليل الرئيس على تآكل السلطة الملكية هو إلغاء نظام مكتب الأراضي وإعادة نظام ضرائب القرى السابق في سنة 757، لدفع مرتبات الأرستقراطيين على شكل أراض.
انتهت الفترة الوسطى من شلا باغتيال الملك هيغونغ في سنة 780 منهياً بذلك الخط الملكي لخلافة الملك ميول، موحد شبه الجزيرة. عملية اغتيال هيغونغ كانت من أكثر العمليات دموية، وتسببت بنشوب حرب أهلية امتدت لتشمل معظم العائلات النبيلة رفيعة المستوى في المملكة. مع موت الملك هيغونغ وخلال السنوات المتبقية لشلا أصبح الملك مجرد شخصية صورية في حين أن الأسر الأرستقراطية أصبحت قوية ومستقلة بشكل كبير من السيطرة المركزية.
بعد ذلك، انتقلت السلطة إلى أسرة الملك وونسونغ (785 ~ 798)، مع أن المنصب كان مطمعاً للعديد من فروع سلالة كم.
مع كل ذلك فإن الفترة الوسطى من شلا شهدت الدولة في أوج قوتها، كما شهدت محاولة لتوطيد السلطة الحاكمة ومحاولة لتأسيس النظام البيروقراطي على النمط الصيني.

### الضعف والسقوط

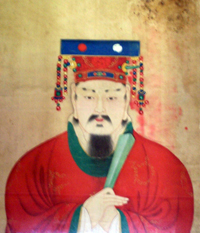
الملك غيونغسن آخر ملوك شلا.

عانت شلا في القرن الأخير من وجودها من حرب أهلية وثورات عديدة، لفقد الملك لهيبته وأنه أصبح مجرد دمية في الأرستقراطيين الذين سيطروا على البلاط الملكي والعاصمة والمناطق الأخرى.
الفترة التي شهدت هذه الأحداث عرفت باسم فترة الممالك الثلاث الأخيرة، حيث شهدت نشأة غوغوريو الأخيرة وبايكتشي الأخيرة لفترة قصيرة، والذي تكون من قوات عسكرية تركزت في مناطقها التقليدية التاريخية، وفي نهاية الأمر استسلمت شلا إلى مملكة غوريو.

## المجتمع والسياسة

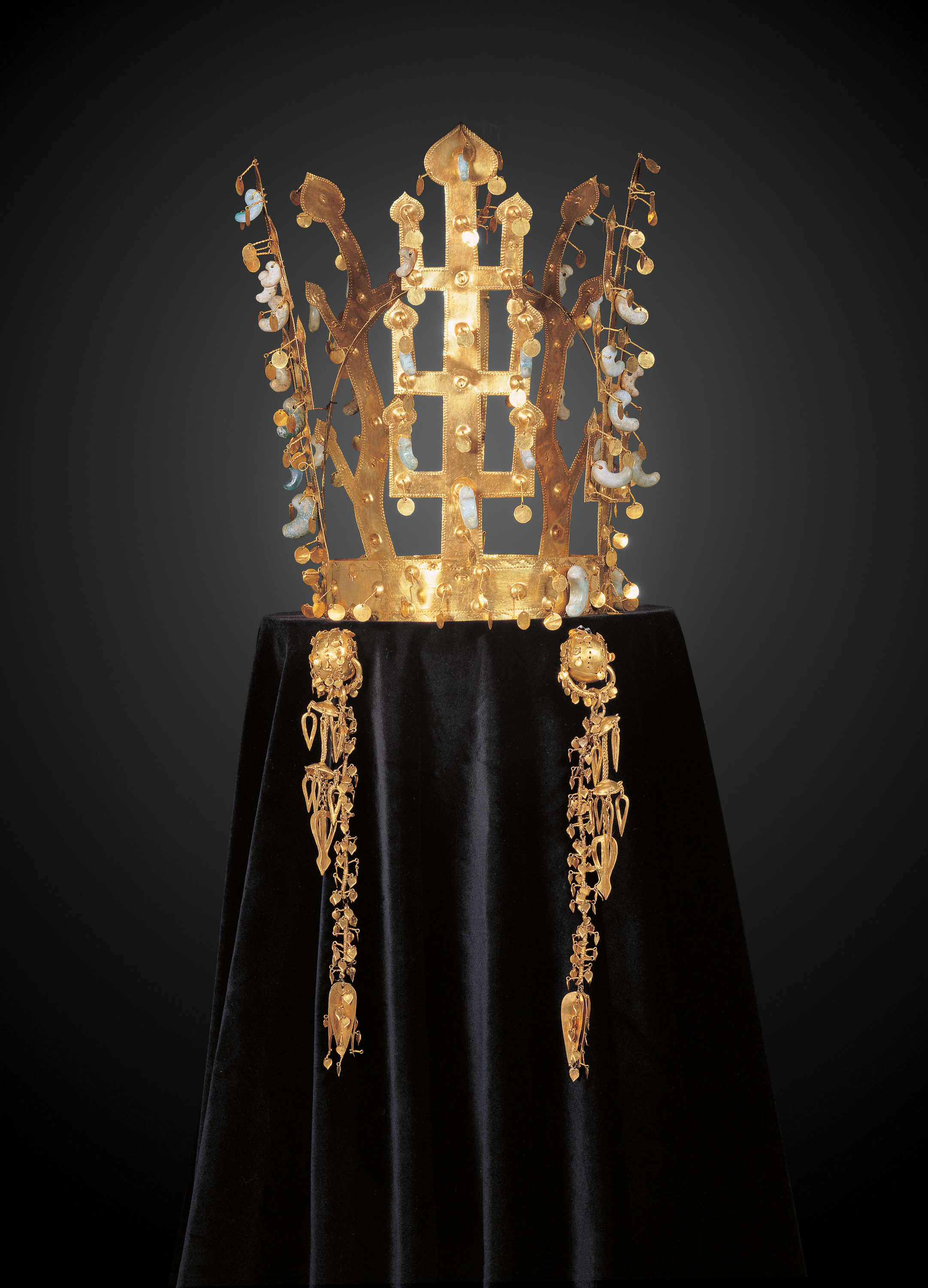
تاج ملك شلا.

ابتداء من القرن السادس على الأقل، فإن شلا اعتمدت على نظام مفصل للقانون والحكم والوضع الاجتماعي والنهضة الحكومية والتي اعتمدت على نظام رتبة العظم. هذا النظام الصارم والمعتمد على سلسلة النسب كان يحدد الملابس وحكم المنزل ومدى الزواج المسموح به.
منذ ظهور شلا كقوة لها كيان سياسي مركز، فإن المجتمع اتسم بتركيبة أرستقراطية صارمة. كان لشلا فئتين ملكيتين هما: «العظم المقدس» (بالهانغل: 성골 | بالهانجا: 聖骨 | سونغول) و«العظم الحقيقي» (بالهانغل: 진골 | بالهانجا: 眞骨 | جنغول). وحتى زمن الملك ميول فإن الطبقة الأرستقراطية قسمت إلى هذين القسمين في حين وسم السابقون حسب أهليتهم للحكم. ازدواجية الطبقتين انتهت عند وفاة الملكة تشندوك، آخر حاكمة من العظم المقدس والتي ماتت سنة 654. عدد حملة اللقب من العظم المقدس انخفض بشكل كبير لأنه لا يعطى إلا لمن والداه من العظم المقدس، في حين أن من أحد والداه من العظم المقدس والآخر من العظم الحقيقي فإنه يعتبر من العظم الحقيقي.
كان للملك أو الملكة من الناحية النظرية ملكية مطلقة، ولكن السلطة الملكية كانت تحد بنفوذ الأرستقراطيين القوي.
«هوابايك» (화백) خدم كمجلس ملكي لاتخاذ القرارات حول القضايا المهمة مثل الخلافة وإعلان الحرب. يترأس المجلس سانغدايدنغ وهو مختار من رتبة العظم المقدس. أهم القرارات التي اتخذها المجلس هي تبني البوذية كدين للدولة.
بعد التوحيد بدأت شلا الاعتماد على النماذج الصينية للبيروقراطية لإدارة أراضيها المتوسعة بشكل كبير. بدأ هذا التغير يظهر من أيام ما قبل التوحيد عندما شدد النظام الملكي على البوذية، وأصبح دور الملك يمثل «الملك بوذا». آخر العوامل البارزة في السياسة بعد التوحيد هي التوتر الشديد بين النظام الملكي والأرستقراطيين الكوريين.

## العسكرية
جيش شلا المبكر أسس بواسطة عدد صغير من من الحرس الملكي لحماية أفراد الأسرة الملكية والنبلاء وكقوة عسكرية أولى في أوقات الحروب. أنشأت شلا ست حاميات محلية لكل منطقة بسبب الصراع مع غوغوريو وبايكتشي وياماتو اليابان. تحول الحرس الملكي إلى «اللواء المحلف» أو ما يعرف باسم وحدات سودانغ. في سنة 625 أنشئت وحدة أخرى من سودانغ. جنود الحاميات كانوا مسؤولين عن الدفاع عن منطقتهم بالإضافة لعملهم كقوات في الشرطة.
أعظم الضباط والقادة العسكريين من شلا عرفوا باسم هوارانغ (بالهانغل: 화랑 | بالهانجا: 花郞 | حرفياً: شباب الزهور). وهي في الأصل مجموعة اجتماعية نشأت بالتنافس بين الممالك الثلاثة وانتهى بها الأمر لتصبح مجموعة عسكرية تجند الشباب الأرستقراطيون كقادة عسكريين. كان الهوارانغ سبباً أساسياً في إسقاط غوغوريو (والذي نتج عنه توحد شبه الجزيرة الكورية فيما عرف باسم شلا الموحدة) بالإضافة لمساعدتهم في الحرب بين شلا وتانغ، والتي طردت قوات تانغ من شبه الجزيرة.

## الحضارة

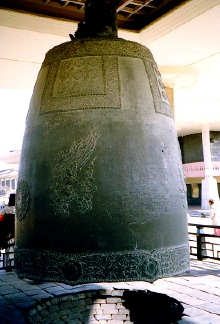
جرس شلا والذي وضع سنة 771.

عاصمة شلا هي مدينة غيونغجو. العديد من المقابر من زمن شلا يمكن العثور عليها في وسط غيونغجو. مقابر شلا على شكل غرفة حجرية محاطة بالتربة. المنطقة التاريخية من غيونغجو أضيفت إلى قائمة مواقع التراث العالمي التابعة لليونسكو في سنة 2000. ومعظمها محمي بوصفه جزءاً من حديقة غيونغجو الوطنية. بالإضافة لذلك فإن قريتين حول غيونغجو هما هاهوي ويانغدنغ ستقدم لتراث اليونسكو في سنة 2008 أو بعدها عن طريق الحكومة الكورية. لصعوبة اقتحام هذه المقابر بشكل أكبر من مقابر بايكتشي فإن العديد من محتوياتها حفظت. من أهم محتوياتها التيجان الذهبية المنسقة والمجوهرات.
الجرس البرونزي للملك سونغدوك يجذب العديد من السياح. يعطي الجرس صوتاً مميزاً والتي تحوم حوله الأسطورة. تشومسونغداي بالقرب من غيونغجو هو أقدم مرصد فلكي باق في شرق آسيا، لكن وظيفته مختلف حولها. بني المرصد في عهد الملكة شوندوك.
الأحفاد الحاليين لسلالة شلا يدخلون تحت اسم كم. العديد من السجلات قدمت حول أنسابهم تعود للملك الأخير، لكنها لم تحقق بالكامل.

### البوذية

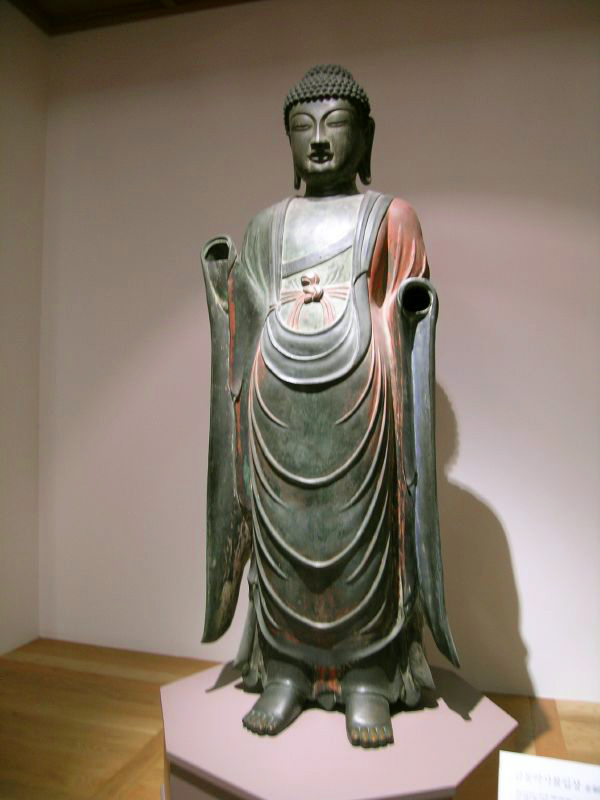
نصب بوذا بايساجياغورو الواقف، مصنوع من الذهب البرونزي في عصر شلا.

تبنت شلا الديانة البوذية في سنة 527 أثناء حكم الملك بوبهنغ، مع أن البوذية بدأت تنتشر بين السكان قبل ذلك بحوالي قرن تقريباً. الراهب آدو هو من أدخل البوذية إلى شلا عندما أتى من غوغوريو ليبشر بها في منتصف القرن الخامس. وفقاً للأسطورة فإن الأسرة الملكية اقتنعت بتبني البوذية وذلك بعد استشهاد الراهب إتشادون، والذي أعدمه الملك في سنة 527، حيث تحول لون دمه إلى لون الحليب.
من الصعب إيضاح أهمية البوذية في مجتمع شلا في نهاية العصر الأول. ابتداء من الملك بوبهنغ ولستة حكام بعده، قاموا بتبني أسامي بوذية وأظهروا أنفسهم كملوك بوذيين. لم تكن البوذية في شلا مشابهة لما هي عليه في بايكتشي وغوغوريو، حيث أنها كانت ديانة مدعومة رسمية، كما أن جوانب حماية الدولة ركز عليها. كان لفيلق الهوارانغ، والذي لعب دوراً مركزياً في توحيد شلا، علاقة قوية مع البوذية وخصوصاً عبادة بوذا مايتريا.
شهدت أواخر الفترة المبكرة من شلا ذروة البوذية، حيث بني عدد كبير من المعابد مدعومة من قبل النبلاء رفيعي المستوى. من أشهر المعابد البوذية: معبد هوانغنيونغسا، ومعبد بلغكسا، ومعبد سوكغرام. معبد هوانغنيونغسا (التنين الإمبراطوري) أكد بشكل خاص على قوة الملكية ودور البوذية في حماية الدولة وتعظيمها. كما يقال أن الباغودات (معابد) التسع الخشبية، والتي يعتقد أنها أطول بناء من صنع الإنسان في هذه الفترة في شرق آسيا، كانت ترمز إلى تسع أمم قدر لها أن تستسلم لحكم شلا. علقت شلا أهمية كبرى على الباغودات، وقامت ببنائها من الحجر والخشب.
مع توحد شلا، لعبت البوذية دوراً أقل بسبب اعتماد الملوك على المؤسسات الكونفشيوسية الصينية لحكم الدولة الكبرى، وأيضاً لتقليل سلطة العائلات الأرستقراطية. رغم ذلك ظلت البوذية تلعب دوراً مركزي في مجتمع شلا الأكبر. سافر العديد من الرهبان من شلا إلى تانغ الصين للبحث عن التعليم والحصول على السوترا البوذية التي يحتاجون إليها.
الطبيعة البوذية القوية لشلا معكوسة في كمية بقايا الأصنام والمنحوتات البوذية وخصوصاً في نامسان. التأثير الدولي لسلالة تانغ على هذه الأصنام والمنحوتات يمكن رؤيته في السمات حول الشكل المستدير بالكامل، وتعابير الوجه القاسية، والأقمشة المتشبثة بالجسد. مع ذلك فإن العديد من العناصر ذات الأسلوب الكوري الحضاري يمكن التعرف عليها.

## شلا في الكتب الإسلامية
ذكرت شلا في العديد من الكتب، ووصفت بذهبها الكثير وطيب جوها:
- وصفها ابن خرداذبة في كتابه المسالك والممالك بقوله:[2]

| مملكة شلا | إن من دخل من المسلمين بلاداً في آخر الصين تدعى الشيلا، بها الذهب الكثير، استوطنها لطيبها ولم يخرج عنها البتة | مملكة شلا |

.
- وصفها المسعودي في كتابه مروج الذهب بقوله:[3]

| مملكة شلا | وليس بعد بلاد الصين مما يلي البحر ممالك تعرف ولا توصف، إلا بلاد السيلى وجزائرها، ولم يصل إليها من الغرباء من العراق ولا غيره، فخرج منها؛ لصحة هوائها، ورقة مائها، وجودة تربتها، وكثرة خيرها، وصفاء جواهرها إلا النادر من الناس، وأهلها مهادنون لأهل الصين وملوكها، والهدايا بينهم لا تكاد تنقطع | مملكة شلا |

- وصفها شهاب الدين النويري في كتابه نهاية الأرب في فنون الأدب بقوله:[4]

| مملكة شلا | ويقال إن في جهة المشرق مما يلي بلاد الصين ستة جزائر أخرى، تسمى جزائر السيلي. ويقال أن جزائر السيلي لم يدخلها أحد من الغرباء وطاوعته نفسه على الخروج منها لصحة هوائها ورقة مائها، وإن كان منها في عيش قشيف | مملكة شلا |

- وصفها ابن سعيد الأندلسي، في كتابه الجغرافيا بقوله:[5]

| مملكة شلا | وتقع في البحر المحيط بأقصى هذا الجزء جزائر السيلي، وهي مثل الجزائر الخالدات في البحر المحيط ليس خلفها عمارة ولكن هذه معمورة فيها خصب وخيرات | مملكة شلا |

- وصفها تقي الدين المقريزي في كتابه آثار البلاد وأخبار العباد، بقوله:[6]

| مملكة شلا | شيلا بلدة من أواخر بلاد الصين في غاية الطيب، لا يرى بها ذو عاهة من صحة هوائها وعذوبة مائها وطيب تربتها. أهلها أحسن الناس صورة وأقلها أمراضاً، وذكر أن الماء إذا رش في بيوتها تفوح منه رائحة العنبر، وهي قليلة الآفات والعلل، قليلة الذباب والهوام. إذا اعتل إنسان في غيرها ثم نقل إليها زالت علله. قال محمد بن زكريا الرازي: من دخلها استوطنها ولا يخرج عنها لطيبها ووفور خيراتها وكثرة ذهبها | مملكة شلا |

## الهوامش والإشارات

### الهوامش
- 1: وفقاً لسامغك ساغي فإن الدولة تعود إلى 57 قبل الميلاد، ولكن سيث في 2010 أوضح أن «هذه التواريخ منشورة في العديد من الكتب المدرسية والمنشورات في كوريا على أنها مسلم بها، ولكن أصلها أسطورة، فقط غوغوريو هي التي يمكن تتبع تاريخ تأسيسها لوقت مقارب للوقت الأسطوري المذكور».

### الإشارات
1. ↑  رتب العظم والهوابايك. نسخة محفوظة 19 يونيو 2017 على موقع واي باك مشين.
2. ↑  كتاب المسالك والممالك، لابن خرداذبة، مطبعة بريل في ليدن، سنة 1889، صفحة 170.
3. ↑  مروج الذهب ومعادن الجوهر، المسعودي، تحقيق محمد يحيىالدين عبدالحميد، دار الفكر، الطبعة الخامسة، سنة 1973، الجزء الأول، صفحة 156.
4. ↑  نهاية الأرب في فنون الأدب، لشهاب الدين النويري، مطبعة دار الكتب المصرية، سنة 1933، السفر الأول، صفحة 230.
5. ↑  الجغرافيا لابن سعيد الأندلسي. نسخة محفوظة 05 مارس 2016 على موقع واي باك مشين.
6. ↑  آثار البلاد وأخبار العباد، للمقريزي، نشر فريدناند ووستينفيلد، سنة 1848، صفحة 32 و33.

| سبقه دولة سارو | تاريخ كوريا (مملكة شلا) 57 قبل الميلاد ~ 935 | تبعه مملكة غوريو |